# Das Geständnis (2015)
Das Geständnis ist ein deutscher Film von Bernd Michael Lade, der auch das Drehbuch schrieb. Der Film feierte seine Premiere am 25. Oktober 2015 bei den 49. Hofer Filmtagen. Der Kinostart war am 15. September 2016.

## Handlung
Im letzten Jahr der DDR geraten die Genossen der Ost-Berliner „Morduntersuchungskommission“ an ihre Grenzen. Es türmen sich Kriminalfälle, die es im Sozialismus gar nicht geben darf. Die tägliche Entscheidung zwischen Vertuschen und Ermitteln wird für Erstvernehmer Micha mehr und mehr zu einer existentiellen Frage.

## Produktion
Die Dreharbeiten dauerten nur 14 Tage und wurden in der Probebühne des Maxim-Gorki-Theaters in Berlin-Pankow durchgeführt.

## Kritik
„Das formal ambitionierte Drama inszeniert den Untergang des real existierenden Sozialismus als allegorisches Kammerspiel, bei dem das Besondere das Allgemeine spiegeln soll. Bei aller Stimmigkeit erscheint der ohne öffentliche Förderung inszenierte Film bisweilen konstruiert und überstilisiert.“